# Мустаоя (река, впадает в Улисмайсенъярви)
Мустаоя — река в России, протекает по Суоярвскому району Карелии.
На высоте 143,9 м над уровнем моря впадает в озеро Улисмайсенъярви, из которого берёт своё начало река Улисмайсенйоки. Длина реки составляет 15 км.
В нижнем течении принимает левый приток — Валкеаою.

## Данные водного реестра
По данным государственного водного реестра России относится к Балтийскому бассейновому округу, водохозяйственный участок реки — Водные объекты бассейна оз. Ладожское без рр. Волхов, Свирь и Сясь, речной подбассейн реки — Нева и реки бассейна Ладожского озера (без подбассейна Свирь и Волхов, российская часть бассейнов). Относится к речному бассейну реки Нева (включая бассейны рек Онежского и Ладожского озера).
Код объекта в государственном водном реестре — 01040300212102000011440.